# 1863 ve fotografii

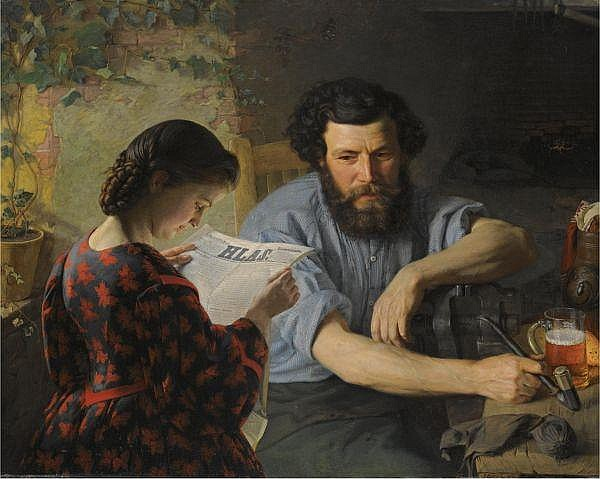
Jakub Husník v tomto roce vynalezl způsob dvoutónových fotografií, foto: Čtení novin

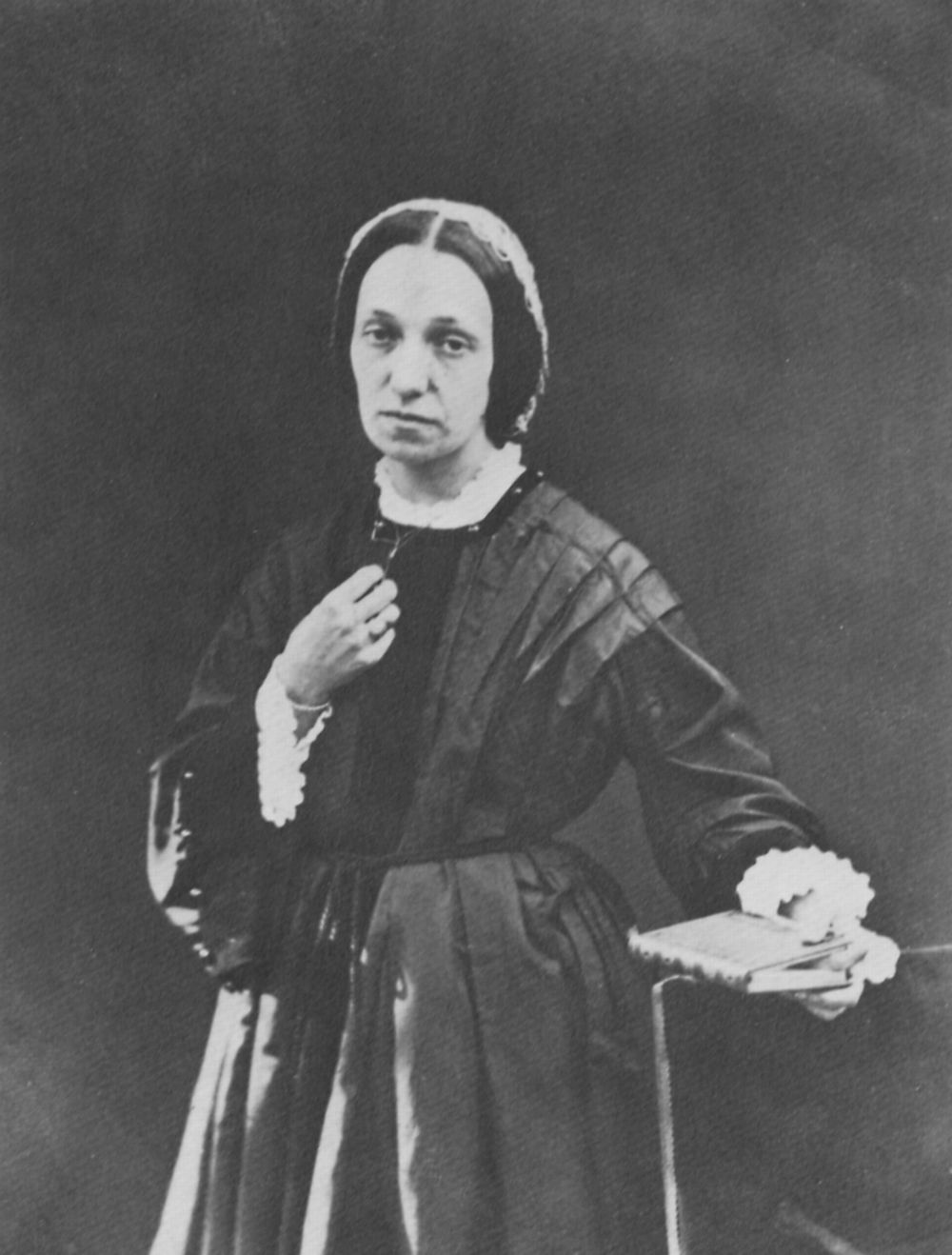
Julie Margaret Cameronová v roce 1863 začala fotografovat

Tento článek obsahuje významné fotografické události v roce 1863.

## Události
- Jakub Husník vynalezl způsob dvoutónových fotografií.
- Julia Margaret Cameronová začala fotografovat.
- 15. července – V Praze na Újezdě otevřel významný český fotograf Jindřich Eckert svůj první portrétní ateliér.
- John Thomas v roce 1863 začal pořizovat carte de visite velšských ministrů a chystal se je prodávat. Uvědomil si, že tehdejší módní carte de visite obsahovaly portréty dobře známých lidí, ale jen málokdo z nich byl z Walesu.
- Samuel Bourne a Charles Shepherd ve městě Šimla založili fotografické studio Bourne & Shepherd.[1][2][3] Později téhož roku založili druhou pobočku v Kalkatě.[4]
- Vikomtesa Clementina Hawarden (tvořila 1857–1865) poprvé vystavovala na výroční výstavě Fotografické společnosti v Londýně v lednu 1863 a členkou Společnosti byla zvolena v březnu následujícího roku.
- Henry Draper v létě pořídil 1 500 fotografií povrchu Měsíce.

## Narození v roce 1863
- 8. ledna – Blanche Reineke, americká fotografka se sídlem v Kansas City v Missouri († 9. srpna 1935)
- 10. února – Ferdinand Flodin, švédský fotograf († 2. listopadu 1935)
- 17. března – Léopold-Émile Reutlinger, francouzský fotograf († 16. března 1937)
- 26. června – Josef Wara, český fotograf, pedagog a hudebník († 11. září 1937)
- 4. července – Christiaan Benjamin Nieuwenhuis, nizozemský fotograf aktivní v Nizozemské východní Indii († 20. dubna 1922)
- 27. července – Hugo Henneberg, rakouský fotograf († 11. července 1918)
- 31. července – Ludvig Offenberg,  dánský portrétní fotograf s ateliérem v Kodani († 26. listopadu 1904)
- 30. srpna – Edmond Goldschmidt, francouzský fotograf portrétů a aktů († 15. března 1932)
- 31. srpna – Sergej Prokudin-Gorskij, ruský fotograf († 27. září 1944)
- 4. září – Alvilde Torp, norská fotografka († 19. března 1939)
- 12. září – Lucien Walery, francouzský fotograf († ? 1935)
- 21. září – Čeněk Habart, český spisovatel, kronikář, fotograf († 24. května 1942)
- 27. září – Paul Bergon, francouzský fotograf a botanik († ? 1912)
- 5. října – Paul Kutter, lucemburský fotograf († 15. března 1937)
- 11. listopadu – Ella Sykesová, britská cestovatelka, fotografka a spisovatelka († 23. března 1939)
- 8. prosince – Frederik Riise dánský fotograf († 11. ledna 1933)
- ? – William Hope, anglický fotograf, průkopník takzvané „fotografie duchovního světa“ († 8. března 1933)
- ? – Alfred Horsley Hinton, anglický fotograf († 25. února 1908)
- ? – Ferdinand Flodin, švédský dvorní fotograf († 1935)
- ? – Ashraf os-Saltaneh, íránská princezna a fotografka († 1914)
- ? – Rafael Garzón, španělský fotograf († 1923)
- ? – Emma Váncza, maďarská fotografka, od osmnácti let provozovala 30 let ateliér, její barevné panoramatické fotografie v roce 1896 získaly medaili na Miléniové výstavě (21. prosince 1863 – 15. prosince 1943)
- ? – Emilie V. Clarksonová, americká fotografka, její snímky se objevily v publikacích American Annual of Photography, American Amateur Photographer a Photographic Times. Alfred Stieglitz zařadil její práci do časopisu Camera Notes (31. ledna 1863 – 13. prosince 1946)

## Úmrtí v roce 1863
- 3. ledna – Charles Clifford, španělský fotograf (* 27. července 1820)
- 20. září – George Wilson Bridges, anglický fotograf a cestovatel (* 1788)
- ? – Jean-Gabriel Eynard, fotograf (* ?)
- ? – Stefano Lecchi, fotograf (* ?)